# 亞公角漁民新村
亞公角漁民新村（英語：A Kung Kok Fishermen Village）為香港沙田區的一條鄉村，位於城河東最北面，北面為馬鞍山。
亞公角漁民新村一共有六十二間村屋，全由政府策劃。村落集合了三條村的人，分別來自舊亞公角村、游水排和何東樓。

昔日福佬漁民主要於禾輋村及落路下作業，及後定居於亞公角漁民新村，現在漁業沒落，過去漁業情景已不復再。